# Większość zwykła
Zasugerowano, aby zintegrować ten artykuł z artykułem Większość względna (dyskusja). Nie opisano powodu propozycji integracji.
Większość zwykła – większość osiągnięta, gdy więcej osób biorących udział w głosowaniu opowiada się za wnioskiem niż przeciw. Głosy wstrzymujące  nie są wliczane do wyniku. W Sejmie RP większość głosowań nad ustawami odbywa się w trybie większości zwykłej. Minimalną liczbą głosów potrzebną do osiągnięcia większości zwykłej jest 1 głos.
Jak wynika z art. 120 Konstytucji, co do zasady Sejm uchwala ustawy zwykłą większością głosów w obecności co najmniej połowy ustawowej liczby posłów (230). Większość tę należy odróżnić od "większości ustawowej liczby posłów" – jak np. w art. 158 Konstytucji RP, która w tym przypadku wynosić będzie min. 231.
Większość zwykła jest stosowana w postępowaniach sądowych podczas głosowań nad treścią orzeczeń.

## Obliczanie
{\displaystyle a_{z}>a_{p},}
gdzie:
{\displaystyle a_{z}} – liczba głosów za,
{\displaystyle a_{p}} – liczba głosów przeciw,